# Villa Juárez (kommun)
Villa Juárez är en kommun i Mexiko.   Den ligger i delstaten San Luis Potosí, i den centrala delen av landet, 300 km norr om huvudstaden Mexico City.
Följande samhällen finns i Villa Juárez:
- Villa Juarez
- Palo Seco
- San José del Matorral
- Buenavista